# Сахалинский радиотелецентр РТРС
Сахалинский радиотелевизионный передающий центр (филиал РТРС «Сахалинский ОТПЦ») — подразделение Российской телевизионной и радиовещательной сети (РТРС), основной оператор цифрового эфирного телевещания и FM-радиовещания в Сахалинской области. Единственный исполнитель мероприятий по строительству цифровой эфирной телесети в Сахалинской области в соответствии с федеральной целевой программой «Развитие телерадиовещания в Российской Федерации на 2009—2018 годы».
Филиал обеспечивает 98,17 % населения Сахалинской области 20-ю бесплатными цифровыми эфирными телеканалами: «Первый канал», «Россия-1», «Матч ТВ», НТВ, «Пятый канал», «Россия К», «Россия 24», «Карусель» (телеканал), «Общественное телевидение России», «ТВ Центр», «РЕН ТВ», «Спас», СТС, «Домашний», «ТВ-3», «Пятница», «Звезда», «Мир», ТНТ, «Муз-ТВ» и тремя радиостанциями «Радио России», «Маяк» и «Вести ФМ».
Эфирную трансляцию в регионе обеспечивают 62 радиотелевизионные станции. До перехода на цифровое эфирное телевидение в некоторых районах Сахалинской области можно было принимать не больше 10 аналоговых программ.

## История
К 1927 году на Дальнем Востоке работали две крупные радиостанции — во Владивостоке и Хабаровске. В зону их вещания попадал и северный Сахалин, но на острове еще не было радиоприемников.
В 1927 в Александровске и Рыковском появились первые радиоприемники.
В 1929 году в Александровске состоялась первая уличная радиотрансляция. Со временем была создана сеть уличных громкоговорителей, которые подключались к александровской радиотрансляционной сети.
Активное развитие сахалинского радиоцентра началось после освобождения Южного Сахалина и Курил от японских оккупантов в ходе Второй мировой войны.
В 1946 году в регионе была создана комиссия по приёмке радиовещательных сооружений. Оборудование и помещения (14 одноквартирных домов) были переданы комиссии в селах Накасато, Ойвака, Икусагава, в городе Тойохара (современный Южно-Сахалинск) и в поселке Эсутору (современный Углегорск). Так было положено начало стремительному развитию радиоцентра.
В апреле 1946 года в Александровске-Сахалинском была установлена радиостанция (закрыта в 2015 году).
В августе 1947 года впервые была установлена радиосвязь с Москвой.
К 1952 году радиотелецентр установил более 20-ти радиоканалов с материком и островами. К 1956 году общая мощность передатчиков составила 35 кВт.
1 июня 1960 года в Южно-Сахалинске возникло телевещание. Передающая антенна располагалась на нефтяной буровой опоре. Через три года в городе была смонтирована мачта-опора высотой 182 м.
В 1964 году в столице острова стартовало двухпрограммное радиовещание в диапазоне УКВ-ЧМ.
В 1974—1981 годах земные станции космической связи «Орбита» появились в поселках Поронайске, Томари, Ногликах и Троицком.
В 1994 году радиовещание Южно-Сахалинска перешло в FM- диапазон.
В 2002 году Сахалинский радиотелецентр вошел в состав РТРС.

## Деятельность
Регионы Дальнего Востока первыми в России перешли на цифровое эфирное телевещание. В 2011-2018 годах РТРС создал на территории Сахалинской области сеть цифрового эфирного телерадиовещания из 62 передающих станций.
5 мая 2011 года началась трансляция первого мультиплекса в 24 населенных пунктах острова.
3 ноября 2011 года первый мультиплекс стал доступен жителям Южно-Сахалинска и еще семи населенных пунктов.
10 сентября 2015 года РТРС начал транслировать в Южно-Сахалинске каналы второго мультиплекса.
В декабре 2017 года Сахалинский филиал РТРС начал трансляцию региональных программ ГТРК «Сахалин» в эфирной сетке каналов «Россия 1» и «Россия 24».
К началу 2019 года 20 цифровых эфирных телеканалов стали доступны почти всему региону.
6 апреля 2019 года в Южно-Сахалинске состоялась торжественная церемония открытия аллеи в честь перехода с аналогового телевещания на цифровое. В торгово-развлекательном комплексе «Сити Молл» высадили 20 деревьев высотой от 1,5 м в брендированных логотипами телеканалов кадках. Рядом установили 20 скамеек с брендингом цифрового телевидения.
15 апреля 2019 года Сахалинская область отключила аналоговое вещание федеральных телеканалов и завершила переход на цифровое телевидение.
29 ноября 2019 РТРС начал трансляцию регионального канала «ОТВ-Сахалин» в сетке вещания телеканала ОТР.

## Организация вещания
РТРС транслирует в Сахалинской области:
- 40 телеканалов и три радиостанции в цифровом формате;
- восемь телеканалов и 14 радиостанций в аналоговом формате.

В инфраструктуру эфирного телерадиовещания сахалинского филиала РТРС входят:
- областной радиотелецентр;
- центр формирования мультиплексов;
- 62 радиотелевизионных передающих станции;
- 79 антенно-мачтовых сооружений;
- 238 приемных земных станций спутниковой связи;
- 124 цифровых телевизионных передатчиков;
- 53 аналоговых телевизионных передатчиков;
- 165 радиовещательных передатчиков[31].